# 예산고등학교
예산고등학교(禮山高等學校)는 대한민국 충청남도 예산군 예산읍 주교리에 있는 사립 고등학교이다.

## 학교 연혁
- 1967년 2월 21일 : 학교법인 예덕학원 설립 인가
- 1967년 2월 21일 : 예덕학원 초대 이사장 백창현 선생 취임
- 1967년 3월 11일 : 예산고등학교 설립 인가
- 1967년 3월 11일 : 초대 교장에 백승탁 박사 취임
- 1972년 10월 30일 : 생활지도관(예덕사) 준공
- 1994년 10월 10일 : 교단개혁 선도학교로 지정 받음
- 1999년 9월 9일 : 강당(예촌관) 준공 및 교훈탑 건립
- 2005년 8월 30일 : 예촌교육문화재단 설립 인가
- 2010년 5월 1일 : 교육부지정 선진형(A) 교과교실제 운영학교 선정
- 2012년 5월 1일 : 제11대 백종원 이사장 취임
- 2014년 2월 20일 : 예덕사 2관 준공
- 2024년 2월 8일 : 제55회 졸업식(졸업생 총수 20,854명)
- 2024년 3월 1일 : 제11대 권혁일 교장 취임
- 2024년 3월 4일 : 2024학년도 입학식(170명 입학)

## 참고 자료
- 예산고등학교 - 한국교육학술정보원 학교알리미